# Blazonowanie
Blazonowanie (fr. blason – herb) – opis herbu wykonany zgodnie z zasadami heraldyki.
Język używany do blazonowania pozostał prawie niezmieniony od zarania heraldyki, stąd wiele w nim zwrotów i nazw brzmiących archaicznie. W większości krajów język blazonowania opiera się w dużym stopniu na średniowiecznej francuszczyźnie, która była międzynarodowym językiem dworskim. W Polsce zachowało się także wiele określeń ze staropolszczyzny, np. łękawica, krzywaśń, nałęczka. Jednak pełny język opisu herbów nie zachował się w Polsce, o ile w ogóle istniał. Wiele dawnych polskich herbarzy posługiwało się w blazonowaniu łaciną, późniejsze herbarze często stosowały różne, dowolne określenia.
Prawdopodobnie jest możliwe odtworzenie polskiego języka blazonowania, podejmowali te próby niektórzy polscy heraldycy, m.in. Helena Polaczkówna i Adam Heymowski, ale pełne opracowanie na ten temat nigdy nie zostało opublikowane.
Język blazonowania został utworzony przez heroldów, m.in. dla potrzeb zwięzłej i jasnej prezentacji herbów wstępujących w szranki rycerzy.
Dlatego pozostający w zgodzie z tradycją, poprawny opis herbu powinien być krótki i jednoznaczny; na tyle zrozumiały aby, korzystając z opisu, można było herb narysować bezbłędnie.

## Zasady blazonowania

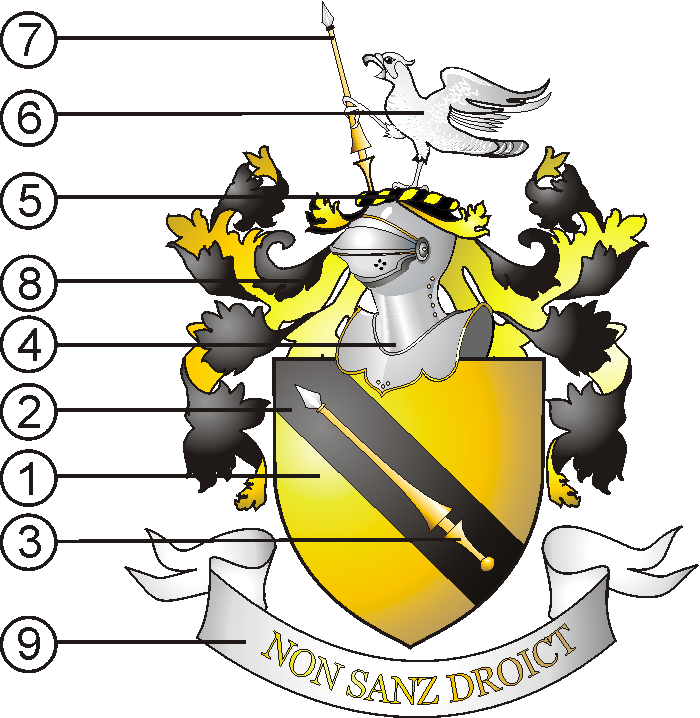
Kolejność blazonowania:
1 – kolor pola tarczy,
2 – figury,
3 – mobilia herbowe,
4 – hełm (w heraldyce polskiej można pominąć),
5 – korona lub zawój (można pominąć),
6 – klejnot,
7 – elementy dodatkowe klejnotu,
8 – labry,
9 – dewiza herbowa

Blazonowanie np. herbu Szekspira

Zaczynając blazonowanie herbu należy pamiętać, że strony, heraldyczna prawa i lewa nie są tymi stronami w rozumieniu patrzącego na herb. Herb opisuje się od strony rycerza (L) trzymającego tarczę (P). Oznacza to, że prawa strona herbu znajduje się po lewej stronie rysunku. Opis tarczy rozpoczyna się od góry i podąża w dół oraz od prawej strony herbu ku lewej, z tym, że najpierw opisuje się tło (pole), potem figury, a na końcu mobilia herbowe.
Według niektórych heraldyków opisując figury herbowe używa się określenia w tarczy, zaś opisując godła (mobilia) na tarczy.
Jeśli ma miejsce podział tarczy, opis rozpoczyna się od niego. Jeśli brak podziału, lub dominuje w nim jedna barwa, zaczyna się od podania barwy pola tarczy. Stosowano cztery podstawowe rodzaje podziału tarczy na dwie części (tarcza dwudzielna): w słup, w pas, w skos oraz z lewa w skos. Obok nich występowały: tarcza trójdzielna w rosochę (linie podziału w kształcie Y), czwórdzielna w krzyż, czwórdzielna krzyżem w skos.
Podział tarczy herbowej:

| Rycerz z tarczą | w słup | w pas | z lewa w skos | tarcza czwórdzielna (w krzyż) | 4-dzielna w krzyż z polem sercowym |

W przypadku innych podziałów tarczy przy opisie używa się również określeń powyższych, podstawowych podziałów. Np. przy opisie herbu o trzech (lub więcej) poziomych polach, mówi się o tarczy trój-(lub więcej)-dzielnej w pas. Analogicznie przy pionowych polach mówi się o tarczy trójdzielnej w słup.
Tarczę o trzech polach, podzieloną liniami w kształcie prostej lub odwróconej litery „Y”, nazywa się również trójdzielną w słup, różnica między podziałami jest określana w następnym zdaniu opisu. Kolejne opisanie pola górnego, oznacza ten pierwszy rodzaj podziału.
Tarcze dzielone na cztery pola na kształt „X” nazywa się czterodzielnymi w skos.
Należy zwrócić uwagę przy opisywaniu herbu na różnice między figurami zaszczytnymi a opartymi na nich podziałami tarczy. Gdy możemy wyróżnić figurę lub figury heraldyczne, jednej barwy, umieszczone w jednolitym polu tarczy, mówimy o figurach. Jednak podobne do nich graficznie kompozycje herbu bez jednolitego tła, gdy każda część herbu utworzona przez cięcie w kształcie figury ma inną barwę, mówimy o podziałach tarczy.
Przykłady herbów i kolorystyki:

| W czerwonym polu tarczy złoty klin | Tarcza trójdzielna w klin: pole 1. czarne, 2. błękitne, 3. czerwone | złoto | czarny | czerwony | gronostaj | zobacz więcej |

Barwę pól podaje się używając sformułowań w rodzaju: W polu błękitnym…:
Następnie określa się godło w każdym polu, używając formuły w polu pierwszym…, w polu drugim… itd. Najpierw określa się figury zaszczytne, później figury uszczerbione, na końcu mobilia herbowe. Blazonowaniem objęte jest również nazewnictwo mobiliów, figur heraldycznych i ich pozycji, dlatego należy używać odpowiedniego języka. Opis herbu zaczyna się zawsze od pola górnego prawego (heraldycznego) lub od tarczy sercowej (środkowej) – jeśli jest. Podając barwę elementów umieszczonych w polu tarczy, unika się ponownego podawania nazwy powtarzającej się barwy, używając sformułowań typu takiż, tej samej barwy, taki sam. Aby określić ułożenie elementów na tarczy używa się nazw analogicznych do podziału tarczy. I tak, układ pionowy to ułożenie w słup, układ poziomy to ułożenie w pas itd. W następnej kolejności opisuje się koronę rangową (jeśli występuje) i klejnot nad hełmem. Na końcu opisuje się dodatkowe elementy herbu – trzymacze, postument, dewizę, ordery, płaszcz książęcy, symbole urzędów.
Zazwyczaj nie opisuje się:
- kształtu tarczy (chyba że jest on w jakiś sposób szczególny);
- kształtu ani koloru hełmu (w heraldyce polskiej – w obcych może on być oznaką godności, wtedy należy go zwięźle opisać lub nazwać);
- korony na hełmie (należy tylko zaznaczyć jej obecność, bo nie zawsze występuje, zwłaszcza w herbach obcych);
- domyślnej strony, w którą skierowana jest figura na godle (domyślnie wszystkie są zwrócone w stronę prawą heraldyczną). Opisuje się zwrot godła w inną stronę;
- ułożenia godła w tarczy, jeżeli znajduje się w położeniu heraldycznym naturalnym, czyli np. jeśli księżyc – to rogami do góry, podkowa – do góry barkiem, strzała żeleźcem, a miecz – sztychem (zaznacza się wszelkie odstępstwa od położenia domyślnego i standardowego wyglądu godła);
- zgodnej z regułami barwy oręża zwierząt herbowych;
- kształtu labrów (ale podaje się ich barwę, szczególnie przy herbach złożonych).

## Przykłady określeń w polskim blazonowaniu
- hippokamp;
- krzywaśń – figura zbliżona do odwróconej litery „S” (rzeka);
- kroczący – zwierzę na czterech łapach, przednia uniesiona, tylna w wykroku;
- Krzyż Kawalerski – krzyż o ramionach tej samej długości, rozszerzonych ku końcom (krzyż patee);
- łękawica – figura w kształcie litery „W”;
- nałęczka – opaska na głowę z chusty;
- orłek – orzeł bez ogona;
- osmorog – krzyż rozdarty;
- paprzyca – koło młyńskie;
- połulew – górna połowa lwa wspiętego, analogicznie połujeleń, połuniedźwiedź itd.;
- pomłość – wić słomiana, zawiązana w kształcie litery „O”;
- skaczący (w skoku) – zwierzę w pionie na tylnych łapach ułożonych równolegle;
- szaszor – orzeł bez głowy;
- trójwzgórze – wzgórze o trzech szczytach;
- wilczekosy – ostrza kos ułożone symetrycznie w pionie, w kształt zbliżonym do litery „O”;
- wspięty – zwierzę stojące na tylnych łapach, jedna w wykroku;
- zawiasa – ucho od garnka, w kształcie litery „U”

## Nazwy figur heraldycznych w blazonowaniu polskim, francuskim, niemieckim i angielskim
Ze względu na brak pełnej kodyfikacji polskiego języka blazonowania nazwy niektórych figur są różne w różnych opracowaniach. Szczególnie dotyczy to figur na bazie trójkąta (klin, szpic, promień).
| #  | Polski                | Francuski    | Niemiecki                | Angielski     | Figura |
| -- | --------------------- | ------------ | ------------------------ | ------------- | ------ |
| 1  | słup                  | pal          | Pfahl                    | pale          |        |
| 2  | pas                   | fasce        | Balken                   | fesse         |        |
| 3  | skos                  | bande        | schrägrechter Balken     | bend          |        |
| 4  | skos lewy             | barre        | schräglinker Balken      | bend sinister |        |
| 5  | krzyż                 | croix        | Kreuz                    | cross         |        |
| 6  | krzyż skośny          | sautoir      | Andreaskreuz             | saltire       |        |
| 7  | głowica               | chef         | Schildhaupt              | chief         |        |
| 8  | podstawa              | champagne    | Schildfuß                | base          |        |
| 9  | otok                  | orle         | Innenbord                | orle          |        |
| 10 | skraj, bordiura       | bordiure     | Bordüre                  | border        |        |
| 11 | krokiew               | chevron      | Sparren                  | chevron       |        |
| 12 | klin                  | chapé        | Spitze                   |               |        |
| 13 | klin na opak skrócony | chansée      | Winkelhaupt              |               |        |
| 14 | rosochacz / roztrój   | pairle       | Göpel gestürzt; Deichsel | pall          |        |
| 15 | promień               | gironné      | geständert               | gyronny       |        |
| 16 | narożnik              | canton       | Freiviertel (Obereck)    | canton        |        |
| 17 | klin na opak          | émanche      | gestürzte Spitze         |               |        |
| 18 | promień na opak       | pile         | Keil                     | pile          |        |
| 19 | promień               | pointe       | steigender Keil          |               |        |
| 20 | kołnierz turniejowy   | lambel       | Turnierkragen            | label         |        |
| 21 | flanka (prawa)        | flanc dextre | rechte Flanke            |               |        |